# لاوال ۱۴۴۲۴
سیارک ۱۴۴۲۴ (به انگلیسی: 14424 Laval، نامگذاری:1991SR3) چهارده هزار و چهارصد و بیست و چهارمین سیارک کشف شده‌است که در ۳۰ سپتامبر ۱۹۹۱ کشف شد.
قدر مطلق سیارک برابر ۴۶.۷ است.